# Ludwik Maźnicki
Ludwik Maźnicki (ur. 19 lutego 1931 w Tropiach) – polski polityk, poseł na Sejm PRL VII i VIII kadencji.

## Życiorys
Syn Władysława i Marii. 5 lipca 1949 wstąpił do Polskiej Zjednoczonej Partii Robotniczej. W latach 1951–1956 studiował w Instytucie Rolnictwa w Charkowie, uzyskując wykształcenie wyższe rolnicze. Później działał w Wydziale Rolnym Komitetu Wojewódzkiego PZPR w Łodzi. Od 1962 do 1972 pracował w Wojewódzkim Związku Kółek Rolniczych oraz w Zarządzie Wojewódzkiego Związku Gminnych Spółdzielni „Samopomoc Chłopska” w Łodzi. W 1968 został zastępcą członka Komitetu Centralnego PZPR. W tym samym roku był delegatem na V Zjazd partii. W latach 1972–1975 był sekretarzem organizacyjnym KW PZPR w Łodzi. Od 16 maja 1975 do 30 września 1981 pełnił funkcję I sekretarza Komitetu Wojewódzkiego PZPR w Zamościu, w tym okresie kierował też Wojewódzką Radą Narodową w tym mieście. 
Na VII Zjeździe PZPR w grudniu 1975 ponownie wybrany na zastępcę członka Komitetu Centralnego PZPR (do 1980). Od 15 lutego 1980 do 20 lipca 1981 był członkiem KC PZPR. Na początku lat 80. był członkiem Rady Redakcyjnej organu teoretycznego i politycznego KC PZPR „Nowe Drogi”. W latach 1986–1988 członek Społecznego Komitetu Odnowy Starego Miasta Zamościa. 
W 1976 uzyskał mandat posła na Sejm PRL VII kadencji, reprezentując okręg Zamość. Zasiadał w Komisji Rolnictwa i Przemysłu Spożywczego. W 1980 uzyskał reelekcję w tym samym okręgu. Zasiadał w Komisji Rolnictwa i Przemysłu Spożywczego, Komisji Planu Gospodarczego, Budżetu i Finansów oraz w Komisji Rolnictwa, Gospodarki Żywnościowej i Leśnictwa.
Otrzymał Krzyż Kawalerski Orderu Odrodzenia Polski.
W 2005 opisał pobyt w Zamościu w książce Czas nie utracony.